# دنیل کولیندرس
دنیل کولیندرس سولرا (اسپانیایی: Daniel Colindres Solera‎؛ زادهٔ ۱۰ ژانویهٔ ۱۹۸۵) بازیکن فوتبال اهل کاستاریکا است.
وی همچنین در تیم ملی فوتبال کاستاریکا بازی کرده‌است.